# 1. Fußball-Club Nürnberg Verein für Leibesübungen 1966-1967
Questa voce raccoglie le informazioni riguardanti il 1. Fußball-Club Nürnberg Verein für Leibesübungen nelle competizioni ufficiali della stagione 1966-1967.

## Stagione
Nella stagione 1966-1967 il Norimberga, allenato da Jenő Csaknády, Jenő Vincze e Max Merkel, concluse il campionato di Bundesliga al 10º posto. In Coppa di Germania il Norimberga fu eliminato al qualifikation dall'Altona 93. In Coppa delle Fiere il Norimberga fu eliminato al primo turno dal Valencia.

## Rosa
| N. |                     | Ruolo | Calciatore          |
| -- | ------------------- | ----- | ------------------- |
|    | Germania (bandiera) | P     | Adolf Ruff          |
|    | Germania (bandiera) | P     | Horst-Dieter Strich |
|    | Ungheria (bandiera) | P     | Gyula Tóth          |
|    | Germania (bandiera) | P     | Roland Wabra        |
|    | Germania (bandiera) | D     | Helmut Hilpert      |
|    | Germania (bandiera) | D     | Horst Leupold       |
|    | Germania (bandiera) | D     | Ludwig Müller       |
|    | Germania (bandiera) | D     | Fritz Popp          |
|    | Germania (bandiera) | D     | Edwin Preißler      |
|    | Germania (bandiera) | D     | Ferdinand Wenauer   |
|    | Germania (bandiera) | C     | Karl-Heinz Ferschl  |
|    | Serbia (bandiera)   | C     | Zoran Miladinović   |
|    | Germania (bandiera) | C     | Heinrich Müller     |
|    | Germania (bandiera) | C     | Stefan Reisch       |

| N. |                     | Ruolo | Calciatore          |
| -- | ------------------- | ----- | ------------------- |
|    | Germania (bandiera) | C     | Tasso Wild          |
|    | Germania (bandiera) | C     | Franz Zimmert       |
|    | Germania (bandiera) | A     | Reinhold Adelmann   |
|    | Germania (bandiera) | A     | Franz Brungs        |
|    | Germania (bandiera) | A     | Manfred Ebenhöh     |
|    | Germania (bandiera) | A     | Gustav Flachenecker |
|    | Germania (bandiera) | A     | Manfred Greif       |
|    | Germania (bandiera) | A     | Heinz Müller        |
|    | Germania (bandiera) | A     | Herbert Renner      |
|    | Germania (bandiera) | A     | Hubert Schöll       |
|    | Germania (bandiera) | A     | Heinz Strehl        |
|    | Germania (bandiera) | A     | Wulf-Ingo Usbeck    |
|    | Germania (bandiera) | A     | Georg Volkert       |

## Organigramma societario
Area tecnica
- Allenatore: Max Merkel
- Allenatore in seconda:
- Preparatore dei portieri:
- Preparatori atletici:

## Calciomercato

### Sessione estiva
| Acquisti | Acquisti            | Acquisti         | Acquisti |
| R.       | Nome                | da               | Modalità |
| -------- | ------------------- | ---------------- | -------- |
| C        | Zoran Miladinović   | Partizan         |          |
| A        | Herbert Renner      | Norimberga II    |          |
| P        | Horst-Dieter Strich | PSV              |          |
| A        | Wulf-Ingo Usbeck    | Tasmania Berlino |          |

| Cessioni | Cessioni        | Cessioni       | Cessioni |
| R.       | Nome            | a              | Modalità |
| -------- | --------------- | -------------- | -------- |
| A        | Toni Allemann   | Grasshoppers   |          |
| A        | Rudolf Bast     | Reutlingen     |          |
| C        | Jürgen Billmann | Greuther Fürth |          |

## Risultati

### Bundesliga

#### Girone di andata
| Arbitro: | Tschenscher |

|            |           |  |
| Peters 64’ | Marcatori |  |

| Arbitro: | Herden |

|                                    |           |          |
| Volkert 70’ Hilpert 79’ Strehl 86’ | Marcatori | 67’ Rühl |

| Arbitro: | Horstmann |

|                  |           |  |
| Kraus 43’ (rig.) | Marcatori |  |

| Arbitro: | Niemeyer |

|            |           |                                 |
| Brungs 60’ | Marcatori | 81’ (aut.) Müller 85’ Reitgassl |

| Arbitro: | Malka |

|  |           |             |
|  | Marcatori | 53’ Leupold |

| Arbitro: | Fritz |

|                        |           |  |
| Brungs 42’ Volkert 48’ | Marcatori |  |

| Arbitro: | Jacobi |

|  |           |           |
|  | Marcatori | 35’ Greif |

| Arbitro: | Biwersi |

|                                    |           |                      |
| Strehl 2’ Brungs 24’, 67’ Wild 54’ | Marcatori | 42’ Straus 87’ Meyer |

| Arbitro: | Spinnler |

|                         |           |  |
| Gräber 20’ Rodekamp 84’ | Marcatori |  |

| Arbitro: | Kreitlein |

|                        |           |                                    |
| Hilpert 17’ Brungs 62’ | Marcatori | 33’ (aut.) Müller 57’ Dürrschnabel |

| Arbitro: | Sturm |

|                       |           |  |
| Netzer 43’ Laumen 65’ | Marcatori |  |

| Arbitro: | Deuschel |

|            |           |               |
| Volkert 9’ | Marcatori | 42’ Hasebrink |

| Arbitro: | Handwerker |

|  |           |          |
|  | Marcatori | 64’ Solz |

| Arbitro: | Thier |

|                                                        |           |                                        |
| Schweighöfer 28’, 31’ Höttges 54’ (rig.) Zebrowski 68’ | Marcatori | 17’, 87’ Müller 36’ Volkert 57’ Brungs |

| Arbitro: | Tschenscher |

|                 |           |                        |
| Brungs 21’, 51’ | Marcatori | 20’ Küppers 27’ Rebele |

| Arbitro: | Herden |

|                         |           |  |
| Jendrossek 33’ Löhr 84’ | Marcatori |  |

| Arbitro: | Hennig |

|  |           |                                             |
|  | Marcatori | 36’ Dulz 64’ Grzyb 70’ Ulsaß 88’ Saborowski |

#### Girone di ritorno
| Arbitro: | Biwersi |

|                                 |           |                               |
| Volkert 2’ Strehl 18’ Greif 56’ | Marcatori | 9’ Köppel 36’ Peters 43’ Weiß |

| Arbitro: | Lutz |

|               |           |  |
| Rühl 13’, 72’ | Marcatori |  |

| Arbitro: | Ott |

|  |           |                                           |
|  | Marcatori | 5’, 76’ Herrmann 12’ Blechinger 16’ Kraus |

| Arbitro: | Horstmann |

|            |           |            |
| Kaminke 2’ | Marcatori | 34’ Brungs |

| Arbitro: | Niemeyer |

|            |           |  |
| Brungs 90’ | Marcatori |  |

| Arbitro: | Regely |

|  |           |           |
|  | Marcatori | 5’ Strehl |

| Arbitro: | Tschenscher |

|  |           |          |
|  | Marcatori | 68’ Roth |

| Arbitro: | Deuschel |

|                         |           |                       |
| Gerhardt 22’ Hoffer 82’ | Marcatori | 2’ Volkert 15’ Strehl |

| Arbitro: | Baumgärtel |

|            |           |              |
| Müller 88’ | Marcatori | 38’ Rodekamp |

| Arbitro: | Ohmsen |

|  |           |            |
|  | Marcatori | 73’ Strehl |

| Arbitro: | Seekamp |

|            |           |  |
| Brungs 32’ | Marcatori |  |

| Arbitro: | Schulenburg |

|             |           |            |
| Lippens 13’ | Marcatori | 63’ Strehl |

| Arbitro: | Seiler |

|          |           |                                         |
| Solz 76’ | Marcatori | 30’ Ferschl 34’, 51’ Strehl 63’ Volkert |

| Arbitro: | Malka |

|                        |           |            |
| Volkert 30’ Brungs 84’ | Marcatori | 44’ Lorenz |

| Arbitro: | Weyland |

|                    |           |                         |
| Ferschl 30’ (aut.) | Marcatori | 60’ Ebenhöh 81’ Volkert |

| Arbitro: | Link |

|            |           |          |
| Müller 31’ | Marcatori | 87’ Regh |

| Arbitro: | Regely |

|                                               |           |            |
| Ulsaß 28’ (rig.), 88’ Saborowski 31’ Moll 90’ | Marcatori | 55’ Strehl |

### Coppa di Germania
| Arbitro: | Voß |

|                             |           |            |
| Stolzenburg 22’ Fedders 42’ | Marcatori | 89’ Müller |

### Coppa delle Fiere
| Arbitro: | Schiller |

|            |           |                         |
| Strehl 17’ | Marcatori | 24’ Claramunt 41’ Waldo |

| Arbitro: | Burtenshaw |

|                            |           |  |
| Ansola 3’ Waldo 14’ (rig.) | Marcatori |  |

## Statistiche

### Statistiche di squadra
| Competizione      | Punti | In casa | In casa | In casa | In casa | In casa | In casa | In trasferta | In trasferta | In trasferta | In trasferta | In trasferta | In trasferta | Totale | Totale | Totale | Totale | Totale | Totale | DR  |
| Competizione      | Punti | G       | V       | N       | P       | Gf      | Gs      | G            | V            | N            | P            | Gf           | Gs           | G      | V      | N      | P      | Gf     | Gs     | DR  |
| ----------------- | ----- | ------- | ------- | ------- | ------- | ------- | ------- | ------------ | ------------ | ------------ | ------------ | ------------ | ------------ | ------ | ------ | ------ | ------ | ------ | ------ | --- |
| Bundesliga        | 34    | 17      | 6       | 6       | 5       | 24      | 26      | 17           | 6            | 4            | 7            | 19           | 24           | 34     | 12     | 10     | 12     | 43     | 50     | -7  |
| Coppa di Germania | -     | 0       | 0       | 0       | 0       | 0       | 0       | 1            | 0            | 0            | 1            | 1            | 2            | 1      | 0      | 0      | 1      | 1      | 2      | -1  |
| Coppa delle Fiere | -     | 1       | 0       | 0       | 1       | 1       | 2       | 1            | 0            | 0            | 1            | 0            | 2            | 2      | 0      | 0      | 2      | 1      | 4      | -3  |
| Totale            | 34    | 18      | 6       | 6       | 6       | 25      | 28      | 19           | 6            | 4            | 9            | 20           | 28           | 37     | 12     | 10     | 15     | 45     | 56     | -11 |

### Andamento in campionato
| Giornata  | 1  | 2 | 3  | 4  | 5  | 6 | 7 | 8 | 9 | 10 | 11 | 12 | 13 | 14 | 15 | 16 | 17 | 18 | 19 | 20 | 21 | 22 | 23 | 24 | 25 | 26 | 27 | 28 | 29 | 30 | 31 | 32 | 33 | 34 |
| --------- | -- | - | -- | -- | -- | - | - | - | - | -- | -- | -- | -- | -- | -- | -- | -- | -- | -- | -- | -- | -- | -- | -- | -- | -- | -- | -- | -- | -- | -- | -- | -- | -- |
| Luogo     | T  | C | T  | C  | T  | C | T | C | T | C  | T  | C  | C  | T  | C  | T  | C  | C  | T  | C  | T  | C  | T  | C  | T  | C  | T  | C  | T  | T  | C  | T  | C  | T  |
| Risultato | P  | V | P  | P  | V  | V | V | V | P | N  | P  | N  | P  | N  | N  | P  | P  | N  | P  | P  | N  | V  | V  | P  | N  | N  | V  | V  | N  | V  | V  | V  | N  | P  |
| Posizione | 14 | 7 | 10 | 15 | 12 | 8 | 6 | 3 | 6 | 6  | 9  | 10 | 12 | 12 | 11 | 14 | 14 | 13 | 16 | 18 | 18 | 17 | 15 | 16 | 15 | 14 | 14 | 12 | 12 | 11 | 11 | 10 | 8  | 10 |

Legenda:

Luogo: C = Casa; T = Trasferta. Risultato: V = Vittoria; N = Pareggio; P = Sconfitta.

### Statistiche dei giocatori
| Giocatore       | Bundesliga | Bundesliga | Bundesliga  | Bundesliga | Coppa di Germania | Coppa di Germania | Coppa di Germania | Coppa di Germania | Coppa delle Fiere | Coppa delle Fiere | Coppa delle Fiere | Coppa delle Fiere | Totale   | Totale | Totale      | Totale     |
| Giocatore       | Presenze   | Reti       | Ammonizioni | Espulsioni | Presenze          | Reti              | Ammonizioni       | Espulsioni        | Presenze          | Reti              | Ammonizioni       | Espulsioni        | Presenze | Reti   | Ammonizioni | Espulsioni |
| --------------- | ---------- | ---------- | ----------- | ---------- | ----------------- | ----------------- | ----------------- | ----------------- | ----------------- | ----------------- | ----------------- | ----------------- | -------- | ------ | ----------- | ---------- |
| R. Adelmann     | 15         | 0          | 0           | 0          | 0                 | 0                 | 0                 | 0                 | 0                 | 0                 | 0                 | 0                 | 15       | 0      | 0           | 0          |
| H. Blankenburg  | 0          | 0          | 0           | 0          | 0                 | 0                 | 0                 | 0                 | 0                 | 0                 | 0                 | 0                 | 0        | 0      | 0           | 0          |
| C. Braun        | 0          | 0          | 0           | 0          | 0                 | 0                 | 0                 | 0                 | 0                 | 0                 | 0                 | 0                 | 0        | 0      | 0           | 0          |
| F. Brungs       | 33         | 12         | 0           | 0          | 1                 | 0                 | 0                 | 0                 | 2                 | 0                 | 0                 | 0                 | 36       | 12     | 0           | 0          |
| M. Ebenhöh      | 1          | 1          | 0           | 0          | 0                 | 0                 | 0                 | 0                 | 0                 | 0                 | 0                 | 0                 | 1        | 1      | 0           | 0          |
| K. Ferschl      | 25         | 1          | 0           | 0          | 0                 | 0                 | 0                 | 0                 | 2                 | 0                 | 0                 | 0                 | 27       | 1      | 0           | 0          |
| G. Flachenecker | 0          | 0          | 0           | 0          | 0                 | 0                 | 0                 | 0                 | 0                 | 0                 | 0                 | 0                 | 0        | 0      | 0           | 0          |
| M. Greif        | 11         | 2          | 0           | 0          | 0                 | 0                 | 0                 | 0                 | 2                 | 0                 | 0                 | 0                 | 13       | 2      | 0           | 0          |
| H. Hilpert      | 26         | 2          | 0           | 0          | 1                 | 0                 | 0                 | 0                 | 2                 | 0                 | 0                 | 0                 | 29       | 2      | 0           | 0          |
| H. Leupold      | 28         | 1          | 0           | 0          | 1                 | 0                 | 0                 | 0                 | 1                 | 0                 | 0                 | 0                 | 30       | 1      | 0           | 0          |
| Z. Miladinović  | 5          | 0          | 0           | 0          | 0                 | 0                 | 0                 | 0                 | 1                 | 0                 | 0                 | 0                 | 6        | 0      | 0           | 0          |
| H. Müller       | 4          | 0          | 0           | 0          | 1                 | 0                 | 0                 | 0                 | 1                 | 0                 | 0                 | 0                 | 6        | 0      | 0           | 0          |
| H. Müller       | 15         | 3          | 0           | 0          | 0                 | 0                 | 0                 | 0                 | 0                 | 0                 | 0                 | 0                 | 15       | 3      | 0           | 0          |
| L. Müller       | 27         | 1          | 0           | 0          | 1                 | 1                 | 0                 | 0                 | 2                 | 0                 | 0                 | 0                 | 30       | 2      | 0           | 0          |
| F. Popp         | 20         | 0          | 0           | 0          | 0                 | 0                 | 0                 | 0                 | 2                 | 0                 | 0                 | 0                 | 22       | 0      | 0           | 0          |
| E. Preißler     | 1          | 0          | 0           | 0          | 0                 | 0                 | 0                 | 0                 | 0                 | 0                 | 0                 | 0                 | 1        | 0      | 0           | 0          |
| S. Reisch       | 17         | 0          | 0           | 0          | 1                 | 0                 | 0                 | 0                 | 0                 | 0                 | 0                 | 0                 | 18       | 0      | 0           | 0          |
| H. Renner       | 0          | 0          | 0           | 0          | 0                 | 0                 | 0                 | 0                 | 0                 | 0                 | 0                 | 0                 | 0        | 0      | 0           | 0          |
| A. Ruff         | 0          | 0          | 0           | 0          | 0                 | 0                 | 0                 | 0                 | 0                 | 0                 | 0                 | 0                 | 0        | 0      | 0           | 0          |
| E. Schäffner    | 0          | 0          | 0           | 0          | 0                 | 0                 | 0                 | 0                 | 0                 | 0                 | 0                 | 0                 | 0        | 0      | 0           | 0          |
| H. Schöll       | 1          | 0          | 0           | 0          | 1                 | 0                 | 0                 | 0                 | 0                 | 0                 | 0                 | 0                 | 2        | 0      | 0           | 0          |
| A. Starek       | 0          | 0          | 0           | 0          | 0                 | 0                 | 0                 | 0                 | 0                 | 0                 | 0                 | 0                 | 0        | 0      | 0           | 0          |
| H. Strehl       | 31         | 10         | 0           | 0          | 1                 | 0                 | 0                 | 0                 | 1                 | 1                 | 0                 | 0                 | 33       | 11     | 0           | 0          |
| H. Strich       | 9          | 0          | 0           | 0          | 1                 | 0                 | 0                 | 0                 | 0                 | 0                 | 0                 | 0                 | 10       | 0      | 0           | 0          |
| G. Tóth         | 8          | 0          | 0           | 0          | 0                 | 0                 | 0                 | 0                 | 0                 | 0                 | 0                 | 0                 | 8        | 0      | 0           | 0          |
| W. Usbeck       | 9          | 0          | 0           | 0          | 1                 | 0                 | 0                 | 0                 | 0                 | 0                 | 0                 | 0                 | 10       | 0      | 0           | 0          |
| G. Volkert      | 31         | 9          | 0           | 0          | 0                 | 0                 | 0                 | 0                 | 2                 | 0                 | 0                 | 0                 | 33       | 9      | 0           | 0          |
| R. Wabra        | 17         | 0          | 0           | 1          | 0                 | 0                 | 0                 | 0                 | 2                 | 0                 | 0                 | 0                 | 19       | 0      | 0           | 1          |
| F. Wenauer      | 26         | 0          | 0           | 0          | 1                 | 0                 | 0                 | 0                 | 1                 | 0                 | 0                 | 0                 | 28       | 0      | 0           | 0          |
| T. Wild         | 14         | 1          | 0           | 0          | 0                 | 0                 | 0                 | 0                 | 1                 | 0                 | 0                 | 0                 | 15       | 1      | 0           | 0          |
| F. Zimmert      | 0          | 0          | 0           | 0          | 0                 | 0                 | 0                 | 0                 | 0                 | 0                 | 0                 | 0                 | 0        | 0      | 0           | 0          |
| Z. Čebinac      | 0          | 0          | 0           | 0          | 0                 | 0                 | 0                 | 0                 | 0                 | 0                 | 0                 | 0                 | 0        | 0      | 0           | 0          |